# Алят
Алят (також Ələt, Älät, Aliat, Aljat, Aliaty, Alyat, Alyat-Pristan', Alyati-Pristan', Alyaty та Alyaty-Pristan') — поселення та муніципалітет у Баку, Азербайджан. Населення становить 12 765 осіб. Муніципалітет складається з населених пунктів  Алят, Пірсаат, Бас Алят, Йені Алят, Каракас, Котал і Сікслар.

## Дивись також
- Острів Гіл (Азербайджан)